# مانويل فيلار إي روكا
مانويل فيلار إي روكا (بالكتالونية: Manuel Vilar i Roca؛ 15 نوفمبر 1812 – 25 نوفمبر 1860) كان نحاتًا إسبانيًا في طراز الفن الرومانسي، ويُعرف بمساهماته البارزة في تطوير النحت الأكاديمي في المكسيك خلال القرن التاسع عشر.

## الحياة المبكرة والتعليم
وُلد فيلار في برشلونة بإسبانيا، ودرس الفنون في أكاديمية الفنون الجميلة في برشلونة حيث تدرّب على النحت الكلاسيكي. حصل لاحقًا على منحة مكنته من الانتقال إلى روما، حيث تعرّف على أساتذة النحت الأوروبي وتعمق في دراسة الأساليب الكلاسيكية والرومانسية.

## الانتقال إلى المكسيك
في عام 1846، انتقل فيلار إلى مدينة مكسيكو بدعوة من الحكومة المكسيكية للعمل كأستاذ للنحت في أكاديمية سان كارلوس للفنون. هناك، ساهم في تطوير مناهج تدريس النحت وأدخل أساليب أوروبية حديثة إلى الوسط الفني المكسيكي.

## الأسلوب والأعمال
تميّز أسلوب فيلار بمزج الدقة الأكاديمية مع التعبير الرومانسي، حيث ركّز على الأعمال التاريخية والأسطورية. من أبرز أعماله:
- تمثال كواوتيموك، آخر أباطرة الأزتك.
- منحوتة كريستوفر كولومبوس.
- مجموعة تماثيل مستوحاة من الأساطير الإغريقية والرومانية[4].

## التأثير على النحاتين المكسيكيين
أثّر فيلار بشكل كبير على جيل كامل من النحاتين المكسيكيين، الذين تتلمذوا على يديه في أكاديمية سان كارلوس. من خلال أسلوبه، تمكّن من غرس المبادئ الأكاديمية الأوروبية في النحت المحلي، مع تشجيع طلابه على استلهام موضوعاتهم من التاريخ والأساطير المكسيكية. كان لهذا المزج بين التقنية الأوروبية والمواضيع الوطنية دور في ظهور حركة النحت الوطني في أواخر القرن التاسع عشر، والتي مهدت الطريق لأسماء بارزة مثل غابرييل غيريرو وإغناسيو أسييرا.

## الإرث
يُعتبر فيلار شخصية محورية في تاريخ النحت في المكسيك، حيث خرّج جيلًا من النحاتين المحليين الذين ساهموا لاحقًا في إثراء الفن المكسيكي. ولا تزال أعماله محفوظة في المتحف الوطني للفنون ومواقع عامة في العاصمة المكسيكية.